# ロベリン
ロベリン（Lobeline）とはニコチン様構造を有するアルカロイドの一つであり、呼吸興奮薬として用いられる。末梢の化学受容器に作用して呼吸興奮作用を示す。ロベリア属の植物（ロベリアソウ（Lobelia inflata ）、デビルズ・タバコ（Lobelia tupa ）、カーディナル・フラワー（Lobelia cardinalis ）、オオロベリアソウ（Lobelia siphilitica ））やホシアザミ（Hippobroma longiflora ）から発見された。ミゾカクシ（Lobelia chinensis ）にも含まれている。白い粉末状の物質で、水によく溶ける。

## 依存症治療
ロベリンは錠剤の形で禁煙補助剤として使われる。また、覚醒剤、コカイン等の薬物依存症やアルコール依存症の治療薬として使われる場合もある。

## 作用機序
ロベリンの作用部位は複数ある。単剤で用いるとVMAT2に結合してドーパミンを弱く放出させるが、メタンフェタミンが作用している場合にはそのドーパミン分泌作用を減少させる。ドーパミンとセロトニンの再取り込みを阻害し、その結果細胞外ドメインのサブユニットに繋がるニコチン受容体に対して刺激・拮抗両効果を示す。μ-オピオイド受容体拮抗作用も持つ。